# Покровский монастырь (Данков)
Данковский Покро́вский монастырь расположен в городе Данкове на правом берегу реки Дон при впадении в него реки Вязовки. Основан в XVI веке во времена царствования Ивана Грозного. Впервые упоминается в документах в 1627—1628 годах. По одному из преданий, князь Фёдор Овчинин-Телепнев-Оболенский, сын князя Ивана Телепнева-Оболенского, фаворита великой княгини Елены Глинской, спасаясь от опалы Ивана Грозного, основал на берегу Дона пустынь, превратившуюся позднее в Данковский Покровский мужской монастырь. По другому преданию, основателем монастыря был схимонах Роман Телепнев-Оболенский.
До революции 1917 года в монастырский комплекс входили храмы Покрова Пресвятой Богородицы и Николая Чудотворца, а также часовня в честь основателя монастыря схимонаха Романа над его могилой. В 1919 году монастырь был упразднён и позднее полностью разобран на кирпич.
В 2005 году на месте монастыря начаты раскопки и работы по восстановлению обители. Установлен памятный крест. Археологи рассчитывают найти мощи основателя обители, который принял в монастыре схиму с именем Роман и почитается святым.